# Walter Horak
Walter Horak (ur. 1 czerwca 1931, zm. 24 grudnia 2019 w Wiedniu) – austriacki piłkarz grający na pozycji napastnika. W swojej karierze rozegrał 13 meczów w reprezentacji Austrii i strzelił w nich 3 gole.

## Kariera klubowa
Swoją karierę piłkarską Horak rozpoczął w klubie Wiener SC. W sezonie 1953/1954 zadebiutował w jego barwach w austriackiej Staatslidze. W sezonach 1957/1958 i 1958/1959 wywalczył mistrzostwo Austrii. W sezonie 1957/1958 z 33 golami został królem strzelców austriackiej ligi.
W 1959 roku Horak przeszedł do innego wiedeńskiego klubu, SC Wacker Wiedeń. W sezonie 1960/1961 występował w Grazer AK, ale jeszcze w jego trakcie odszedł do Austrii Wiedeń, z którą wywalczył mistrzostwo kraju. Z kolei wiosną 1962 występował we francuskim FC Sochaux-Montbéliard. W 1962 roku wrócił do Austrii i grał w 1. Schwechater SC. W 1967 roku zakończył karierę w Austrii Klagenfurt.
| Sezon   | Klub                   | Kraj    | Rozgrywki  | Mecze | Bramki |
| ------- | ---------------------- | ------- | ---------- | ----- | ------ |
| 1953/54 | Wiener SC              | Austria | Bundesliga | 4     | 2      |
| 1954/55 | Wiener SC              | Austria | Bundesliga | 23    | 16     |
| 1955/56 | Wiener SC              | Austria | Bundesliga | 22    | 5      |
| 1956/57 | Wiener SC              | Austria | Bundesliga | 21    | 9      |
| 1957/58 | Wiener SC              | Austria | Bundesliga | 26    | 33     |
| 1958/59 | Wiener SC              | Austria | Bundesliga | 25    | 18     |
| 1959/60 | SC Wacker Wiedeń       | Austria | Bundesliga | 9     | 1      |
| 1960/61 | Grazer AK              | Austria | Bundesliga | 12    | 3      |
| 1960/61 | Austria Wiedeń         | Austria | Bundesliga | 6     | 1      |
| 1961/62 | Austria Wiedeń         | Austria | Bundesliga | 4     | 1      |
| 1961/62 | FC Sochaux-Montbéliard | Francja | Division 1 | 19    | 6      |
| 1962/63 | 1. Schwechater SC      | Austria | Bundesliga | 13    | 8      |
| 1963/64 | 1. Schwechater SC      | Austria | Bundesliga | 18    | 2      |
| 1964/65 | 1. Schwechater SC      | Austria | Bundesliga | 21    | 2      |
| 1965/66 | 1. Schwechater SC      | Austria | Bundesliga | 18    | 2      |
| 1966/67 | Austria Klagenfurt     | Austria | Bundesliga | 1     | 0      |

## Kariera reprezentacyjna
W reprezentacji Austrii Horak zadebiutował 14 listopada 1954 roku w przegranym 1:4 towarzyskim meczu z Węgrami, rozegranym w Budapeszcie. W 1958 roku został powołany do kadry na mistrzostwa świata w Szwecji. Na nich rozegrał dwa mecze: z Brazylią (0:3) i ze Związkiem Radzieckim (0:2). Od 1954 do 1960 roku rozegrał w kadrze narodowej 13 meczów i zdobył w nich 3 bramki.
| Mecze i gole w reprezentacji | Mecze i gole w reprezentacji | Mecze i gole w reprezentacji | Mecze i gole w reprezentacji | Mecze i gole w reprezentacji | Mecze i gole w reprezentacji | Mecze i gole w reprezentacji |
| #                            | Data                         | Stadion                      | Rywal                        | Wynik                        | Gol                          | Rozgrywki                    |
| 1954                         | 1954                         | 1954                         | 1954                         | 1954                         | 1954                         | 1954                         |
| ---------------------------- | ---------------------------- | ---------------------------- | ---------------------------- | ---------------------------- | ---------------------------- | ---------------------------- |
| 1.                           | 14.11.1954                   | Budapeszt, Węgry             | Węgry                        | 1:4                          | 0                            | towarzyski                   |
| 1958                         |                              |                              |                              |                              |                              |                              |
| 2.                           | 14.05.1958                   | Wiedeń, Austria              | Irlandia                     | 3:1                          | 0                            | towarzyski                   |
| 3.                           | 08.06.1958                   | Uddevalla, Szwecja           | Brazylia                     | 0:3                          | 0                            | MŚ 1958                      |
| 4.                           | 11.06.1958                   | Borås, Szwecja               | ZSRR                         | 0:2                          | 0                            | MŚ 1958                      |
| 5.                           | 14.09.1958                   | Wiedeń, Austria              | Jugosławia                   | 3:4                          | 0                            | towarzyski                   |
| 6.                           | 05.10.1958                   | Wiedeń, Austria              | Francja                      | 1:2                          | 0                            | towarzyski                   |
| 7.                           | 19.11.1958                   | Berlin Zachodni, RFN         | RFN                          | 2:2                          | 1                            | towarzyski                   |
| 1959                         |                              |                              |                              |                              |                              |                              |
| 8.                           | 20.05.1959                   | Oslo, Norwegia               | Norwegia                     | 1:0                          | 0                            | el. ME 1960                  |
| 9.                           | 24.05.1959                   | Bruksela, Belgia             | Belgia                       | 2:0                          | 0                            | towarzyski                   |
| 10.                          | 14.06.1959                   | Wiedeń, Austria              | Belgia                       | 4:2                          | 1                            | towarzyski                   |
| 11.                          | 13.12.1959                   | Colombes, Francja            | Francja                      | 2:5                          | 1                            | el. ME 1960                  |
| 1960                         |                              |                              |                              |                              |                              |                              |
| 12.                          | 27.03.1960                   | Wiedeń, Austria              | Francja                      | 2:4                          | 0                            | el. ME 1960                  |
| 13.                          | 01.05.1960                   | Praga, Czechosłowacja        | Czechosłowacja               | 0:4                          | 0                            | towarzyski                   |